# Hilarographa muluana
Hilarographa muluana is een vlinder uit de familie bladrollers (Tortricidae). De wetenschappelijke naam van de soort is voor het eerst geldig gepubliceerd in 2009 door Józef Razowski.

## Type
- holotype: "male. 1977-8. J.D. Holoway et al. R.G.S. Exped. genitalia slide no. 31844"
- instituut: BMNH. Londen, Engeland
- typelocatie: "Sarawak, Guanong, Mulu Nat. Park. Site 8, February Camp 1, Mulu, 150 m"